# Antônio Garcia de Figueiredo
Antônio Garcia de Figueiredo, (Nepomuceno, 5 de julho de 1812 — Batatais 8 de agosto de 1864) foi um político, agricultor e pecuarista brasileiro.

## Biografia
Proprietário da fazenda fortaleza, Antônio Garcia de Figueiredo, foi o fundador da cidade de Altinópolis. Conhecido como “Major Garcia”,  ele construiu nas suas terras uma capela em deidcada a Nossa Senhora da Piedade. A construção da capela foi, inclusive, relatada pelo Visconde de Taunay em seu livro “Marcha das Forças". Por volta do ano de 1885 as primeiras casas já surgiam em volta da capela. Esse fato levou Major Garcia a doar, em 7 de março de 1865, quarenta e dois alqueires de sua Fazenda Fortaleza à Igreja, dando início ao povoado do Arraial de Nossa Senhora da Piedade. Foi assim constituído o patrimônio da Capela Nossa Senhora da Piedade, no termo do distrito de Mato Grosso de São Bom Jesus da Cana Verde de Batatais. Com o aforamento, a igreja passou a receber a receber as contribuições, o que perdurou até o ano de 1938.

## Ascendência
Era filho do Capitão Diogo Garcia da Cruz e de Inocência Constância de Figueiredo; sendo neto paterno de Mateus Luís Garcia e de Maria Francisca de Jesus; e neto materno do Capitão-Mor José Álvares de Figueiredo – o fundador de Boa Esperança – e de Maria Vilela do Espírito Santo, que por sua vez era filha do Capitão Domingos Vilela e de Maria do Espírito santo e, por esta, neta de Diogo Garcia e de Júlia Maria da Caridade, uma das célebres Três Ilhoas.

## Descendência
Casou-se com sua sobrinha Maria Teresa de Figueiredo - filha de seu irmão José Garcia de Figueiredo e de Ana Teresa de Jesus.
Deste casamento, houve : 
- Umbelina Cândida de Figueiredo casou-se com Major Diogo de Figueiredo.
- Inocência Constância de Figueiredo casou-se com Joaquim Carlos de Figueiredo Sobrinho.

## Colaterias
Era irmão do Barão de Monte Santo.